# آنجلینا گوسکوفا
آنجلینا کنستانتینوونا گوسکوفا (روسی: Ангели́на Константи́новна Гусько́ва؛ IPA: [ɐnɡʲɪˈlʲinə kənstɐnʲˈtʲinəvnə ɡʊsʲˈkovə]؛ ۲۹ مارس ۱۹۲۴ – ۷ آوریل ۲۰۱۵) متخصص برجسته علوم اعصاب، جراح مغز و اعصاب و حفاظت در برابر پرتوهای رادیواکتیو در روسیه بود. او از سال ۱۹۴۹ به پروژه بمب اتمی شوروی پیوست و پس از آن استانداردهای حفاظت در برابر تشعشعات و دستورالعمل‌های مدیریت پزشکی پس از حوادث هسته‌ای را تدوین کرد. گوسکوا همچنین عضو کمیته علمی سازمان ملل متحد در مورد اثرات تشعشعات اتمی (UNSCEAR) بود. وی همچنین برندهٔ جوایزی همچون جایزه لنین، نشان دوستی خلق، و نشان لنین شده است.

## زندگی و حرفه
گوسکوا در کراسنویارسک از پدری پزشک به نام کنستانتین واسیلیویچ و مادری پیانیست به نام زویا واسیلیونا گوسکوف به دنیا آمد. خانواده او از سال ۱۹۲۶ به نیژنی تاگیل در استان سوردلوفسک نقل مکان کردند. گوسکوا که چهارمین نسل از خانواده در حرفه پزشکی بود، در سال ۱۹۴۶ فارغ‌التحصیل شد و ابتدا در زمینه اختلالات عصبی و جراحی مغز و اعصاب فعالیت کرد.
در سال ۱۹۴۸، پرسنل پزشکی برای تکمیل کادر بخش پزشکی-بهداشتی در چلیابینسک-۴۰، یک شهر بسته که بخشی از برنامه هسته‌ای نوپای شوروی بود، فراخوانده شدند. بین مارس تا مه آن سال، آکادمی علوم پزشکی (بعدها مؤسسه بیوفیزیک) شروع به تدوین استانداردهایی برای مواجهه و کنترل رادیونوکلئیدها کرد. در سال ۱۹۴۹، گوسکوا یک ماه فرصت داشت تا به مسکو نقل مکان کند و تحت نظر آ.آی. بورنازیان کار کند. او مسئول ارائه خدمات به پرسنل مجتمع پلوتونیوم شماره ۸۱۷، کارگران سازمان‌های ساخت و نصب و ساکنان چلیابینسک-۴۰ شد.
اولین بیماران مبتلا به بیماری مزمن پرتوی در سال ۱۹۴۹ و موارد حاد در اوت ۱۹۵۰ در مجتمع شماره ۸۱۷ شناسایی شدند. گوسکوا در سال ۱۹۵۱ مدرک دکترای خود را دریافت کرد. در آوریل ۱۹۵۳، او و جی.دی. بایسوگولوف به وزیر ویچسلاو مالیشف، وزیر بهداشت بورنازیان و سرپرست پروژه اتمی شوروی ایگور کورچاتوف گزارش دادند و استدلالی برای ایجاد یک مرکز تحقیقاتی، درمانی و مشاوره‌ای ارائه کردند. مؤسسه بیوفیزیک در ماه مه همان سال تأسیس شد و گوسکوا به عنوان محقق ارشد در آنجا مشغول به کار شد.
گوسکوا و بایسوگولوف سیستم طبقه‌بندی بیماری پرتوی را توسعه دادند. بخش دوم درمانی جایی بود که ماهرترین پزشکان برای خدمت به کارکنان صنعت کار می‌کردند. تمام داده‌های جمع‌آوری شده، داده‌های تحقیقاتی اولیه در این زمینه بود و قوانین و روش‌های علمی برای محافظت از کارکنان و پزشکان توسعه یافت که منجر به بهبودی حدود ۹۰٪ از بیماران مبتلا به مسمومیت پرتوی شد.
گوسکوا در سال ۱۹۶۱ رئیس بخش رادیولوژی مؤسسه بهداشت حرفه‌ای و بیماری‌های شغلی آکادمی علوم پزشکی اتحاد جماهیر شوروی شد. او در سال ۱۹۷۴ به عنوان رئیس بخش بالینی به مؤسسه بیوفیزیک بازگشت و از سال ۱۹۹۸ به عنوان مسئول علمی ارشد و محقق ارشد این مؤسسه (که اکنون مرکز فدرال پزشکی بیوفیزیک آ.آی. بورنازیان نامیده می‌شود) فعالیت کرد.
در سال ۱۹۸۶، او به عنوان عضو وابسته آکادمی علوم پزشکی روسیه انتخاب شد. در همان سال فاجعه چرنوبیل رخ داد و گوسکوا هدایت درمان پزشکی ۱۳۴ بیمار مبتلا به بیماری حاد پرتوی را بر عهده گرفت. او چند ماه بعد گزارشی برای UNSCEAR نوشت. گوسکوا در طول حیات حرفه‌ای خود حدود دویست مقاله حرفه‌ای منتشر کرد که شامل دستورالعمل‌هایی برای مدیریت درمان بیماران پس از حوادث هسته‌ای بود.
آنجلینا گوسکوا در سال ۲۰۱۵ در سن ۹۱ سالگی پس از یک بیماری طولانی در مسکو درگذشت. او میراثی ارزشمند در زمینه حفاظت در برابر پرتوها و مدیریت پزشکی اثرات تشعشعات اتمی از خود به جای گذاشت.